# Francis Jardeleza

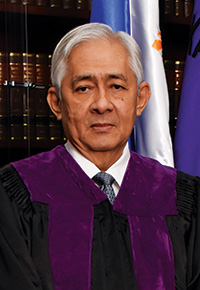
Francis Jardeleza

Francis H. Jardeleza (Jaro, 26 september 1949) is een Filipijns jurist. Jardeleza was van 2012 tot 2014 Solictor General van de Filipijnen en werd in 2014 door president Benigno Aquino III benoemd tot rechter van het Hooggerechtshof van de Filipijnen.

## Biografie
Francis Jardeleza werd geboren op 26 september 1949 in Jaro, tegenwoordig gelegen in Iloilo City. Na het afronden van zijn lagere en middelbareschoolopleiding in Jaro voltooide hij in 1970 een bachelor of arts-diploma aan de University of the Philippines Visayas. Aansluitend studeerde Jardeleza rechten aan de University of the Philippines en studeerde in 1974 cum laude en als salutatorian (op een na beste van zijn jaar) af. In hetzelfde jaar slaagde hij bovendien met de op twee na beste score voor het toelatingsexamen van de Filipijnse balie. Nadien vertrok Jardeleza naar de Verenigde Staten waar hij in 1977 een master-opleiding rechten voltooide aan Harvard.
Na zijn studietijd was Jardeleza jarenlang werkzaam als advocaat. Hij begon in 1975 bij Angara Abello Concepcion Regala and Cruz (ACCRALAW) en werd daar in 1981 partner en voorzitter van de afdeling Procesvoering. In 1987 nam hij ontslag bij ACCRALAW en begon hij met zijn partners Jardeleza Sobreviñas Diaz Hayudini and Bodegon. In 1990 startte hij zijn eigen kantoor Jardeleza Law Offices en in 1992 werd hij partner bij Roco Buñag Kapunan Migallos and Jardeleza. Van 1996 tot juni 2010 was Jardeleza vicepresident en juridisch adviseur bij San Miguel Corporation. Hij hield zich in deze periode onder andere bezig met fusies, overnames, reorganisaties, intellectueel eigendom en bedrijfsrecht. 
In juli 2010 werd Jardeleza benoemd tot Deputy Ombudsman voor Luzon. Twee jaar later werd hij nadat Jose Anselmo Cadiz zijn ontslag had ingediend als Solicitor General van de Filipijnen door president Benigno Aquino III benoemd tot diens opvolger. Nadat in mei 2014 rechter Roberto Abad met pensioen ging, werd Jardeleza door het Judicial Bar Council (JBC) in eerste instantie niet geselecteerd voor de shortlist van kandidaten voor de vrijgekomen positie als rechter van het Hooggerechtshof van de Filipijnen. De voorzitter van de JCB en opperrechter van het Hooggerechtshof Maria Lourdes Sereno tekende als enige bezwaar aan waardoor de JBC niet unaniem voor was. Jardeleza tekende hiertegen op zijn beurt met succes bezwaar aan bij het hooggerechtshof, waarna hij alsnog werd opgenomen op de shortlist. Op 19 augustus 2014 werd Jardeleza door Aquino benoemd tot rechter van het Hooggerechtshof.
Jardeleza is getrouwd met Concepcion Lim en kreeg met haar drie kinderen.